# Physical Graffiti
Physical Graffiti – podwójny album brytyjskiego zespołu rockowego Led Zeppelin. Album został wydany 24 lutego 1975 (zob. 1975 w muzyce) i był pierwszym wydaniem przez ich wytwórnię płyt Swan Song Records. W 2003 album został sklasyfikowany na 70. miejscu listy 500 albumów wszech czasów magazynu Rolling Stone.
Na portalu Rate Your Music został określony jako reprezentujący m.in. gatunki hard rock, folk rock i blues rock. 

## Lista utworów

### Płyta pierwsza
| 1. | „Custard Pie” (Page, Plant)                        | 4:13  |
|    |                                                    |       |
| 2. | „The Rover” (Page, Plant)                          | 5:36  |
|    |                                                    |       |
| 3. | „In My Time of Dying” (Page, Plant, Jones, Bonham) | 11:04 |
|    |                                                    |       |
| 4. | „Houses of the Holy” (Page, Plant)                 | 4:01  |
|    |                                                    |       |
| 5. | „Trampled Under Foot” (Page, Plant, Jones)         | 5:35  |
|    |                                                    |       |
| 6. | „Kashmir” (Page, Plant, Bonham)                    | 8:31  |
|    |                                                    |       |
|    |                                                    | 39:00 |
|    |                                                    |       |

### Płyta druga
| 1. | „In the Light” (Page, Plant, Jones)                            | 8:44  |
|    |                                                                |       |
| 2. | „Bron-Yr-Aur” (Page)                                           | 2:06  |
|    |                                                                |       |
| 3. | „Down by the Seaside” (Page, Plant)                            | 5:14  |
|    |                                                                |       |
| 4. | „Ten Years Gone” (Page, Plant)                                 | 6:31  |
|    |                                                                |       |
| 5. | „Night Flight” (Jones, Page, Plant)                            | 3:36  |
|    |                                                                |       |
| 6. | „The Wanton Song” (Page, Plant)                                | 4:06  |
|    |                                                                |       |
| 7. | „Boogie with Stu”(Bonham, Jones, Page, Plant, Stewart, Valens) | 3:51  |
|    |                                                                |       |
| 8. | „Black Country Woman” (Page, Plant)                            | 4:24  |
|    |                                                                |       |
| 9. | „Sick Again” (Page, Plant)                                     | 4:43  |
|    |                                                                |       |
|    |                                                                | 43:15 |
|    |                                                                |       |

## Skład zespołu
- Jimmy Page – gitara elektryczna, gitara akustyczna, gitara stalowa, wokal wspierający, producent
- Robert Plant – śpiew, harmonijka ustna, gitara („Down By The Seaside”)
- John Paul Jones – gitara basowa, organy, klawinet, wokal wspierający
- John Bonham – perkusja, wokal wspierający
- George Chkiantz – inżynier
- Peter Grant – producent
- Keith Harwood – inżynier, miksowanie
- Andy Johns – inżynier
- Eddie Kramer – inżynier, miksowanie
- George Marino – remastering
- Ron Nevison – inżynier
- Ian Stewart – pianino („Boogie with Stu”)
- Mike Doud – oprawa plastyczna
- Peter Corriston – oprawa plastyczna
- Elliot Erwitt – fotografie
- Dave Heffernan – ilustracje
- B.P. Fallen – fotografie